# Chiesa di San Zenone Nuovo
La chiesa di San Zenone Nuovo (per distinguerla dalla scomparsa chiesa di San Zenone Vecchio, un tempo ubicata nell'attuale e vicina Madonna delle Rose) è un edificio di culto cattolico con titolo di rettoria situato in contrada Uberti, nel centro storico della città di Cesena.

## Storia
La chiesa era già presente nel 1292, venne completamente rifatta a partire dal 1764 dall'architetto Pietro Carlo Borboni.

## Descrizione
Il campanile, in precario equilibrio statico, è con ogni probabilità trecentesco, mentre l'interno accoglie il bel ciclo pittorico di Giuseppe Milani: sul soffitto, I quattro evangelisti con lo Spirito Santo, nella cappella di sinistra La Trinità, in quella di destra Un angelo col monogramma mariano; nel presbiterio San Zenone  resuscita un annegato, San Zenone guarisce un'ossessa, San Zenone in gloria, San Zenone accolto in Paradiso.
Nelle nicchiette ai lati, infine, due statue di Francesco Calligari, che raffigurano sant'Andrea e san Francesco da Paola.